# Beatles VI
Beatles VI ist das neunte in den USA veröffentlichte Album der britischen Band The Beatles. Es erschien am 14. Juni 1965. Es ist das siebte Album der Beatles, das von Capitol Records vertrieben wurde.

## Entstehung

Beatles, 1965

Das Album Beatles VI war das sechste in den USA von Capitol Records veröffentlichte Studioalbum (Introducing… The Beatles wurde von Vee-Jay Records und A Hard Day’s Night wurde von United Artists veröffentlicht, The Beatles’ Story ist ein Dokumentationsalbum) und erreichte den ersten Platz der US-amerikanischen Billboard 200, wo es sechs Wochen verblieb, und war somit dort das fünfte Nummer-1-Album. Im Januar 1997 wurde das Album in den USA mit Platin für eine Million verkaufter Exemplare ausgezeichnet.
Das Album Beatles VI enthält die sechs Lieder des britischen Albums Beatles for Sale, die nicht auf dem Album Beatles ’65 erschienen sind. Weiterhin enthält das Album die folgenden drei Lieder des britischen Albums Help!, das in Großbritannien erst am 6. August 1965 erscheinen sollte: You Like Me Too Much, Dizzy Miss Lizzy und Tell Me What You See. Der Titel Yes It Is ist die B-Seite der Single Ticket to Ride und das Lied Bad Boy wurde in Großbritannien erst am 10. Dezember 1966 auf dem Kompilationsalbum A Collection of Beatles Oldies veröffentlicht.
Die Single Eight Days a Week wurde der siebte Nummer-1-Hit in den US-amerikanischen Charts.
Das Album wurde in einer Mono- und in einer Stereoversion veröffentlicht. Bei der Monoversion wurden keine Veränderungen vorgenommen, es enthält die britischen Monoabmischungen. Yes It Is wurde für die Stereoversion des Albums in einer Duophonic-Version (Fake-Stereo) abgemischt.
Das Album wurde am 14. Juni 1965 auch in Kanada und am 25. September 1970 in Japan veröffentlicht.
In Großbritannien wurde das Album Ende 1965 für den Export hergestellt (Katalognummer: CPCS-104).

## Covergestaltung
Das Design des Albumcovers stammt von Bill Francis. Das vollständige Bild zeigt die Beatles beim Anschneiden einer Torte.

## Titelliste
Die fett unterlegten Titel befinden sich auf dem Album Beatles for Sale.
| Nr. | Lied                                       | Autor                            | Leadgesang           | Länge |
| --- | ------------------------------------------ | -------------------------------- | -------------------- | ----- |
| 01  | Medley: a) Kansas City, b) Hey Hey Hey Hey | Leiber/Stoller; Richard Penniman | McCartney            | 2:33  |
| 02  | Eight Days a Week                          | Lennon/McCartney                 | Lennon und McCartney | 2:44  |
| 03  | You Like Me Too Much                       | Harrison                         | Harrison             | 2:36  |
| 04  | Bad Boy                                    | Larry Williams                   | Lennon               | 2:17  |
| 05  | I Don’t Want to Spoil the Party            | Lennon/McCartney                 | Lennon und McCartney | 2:33  |
| 06  | Words of Love                              | Buddy Holly                      | Lennon und McCartney | 2:12  |

| Nr. | Lied                 | Autor            | Leadgesang           | Länge |
| --- | -------------------- | ---------------- | -------------------- | ----- |
| 07  | What You’re Doing    | Lennon/McCartney | McCartney            | 2:30  |
| 08  | Yes It Is            | Lennon/McCartney | Lennon               | 2:40  |
| 09  | Dizzy Miss Lizzy     | Williams         | Lennon               | 2:54  |
| 10  | Tell Me What You See | Lennon/McCartney | Lennon und McCartney | 2:37  |
| 11  | Every Little Thing   | Lennon/McCartney | Lennon und McCartney | 2:01  |

## Wiederveröffentlichung
Das Album Beatles VI wurde im April 2006 als Bestandteil der Box The Capitol Albums Vol. 2 erstmals als CD veröffentlicht. Die CD beinhaltet die Mono- und die Stereoversion des Albums. Im Januar 2014 wurde das Album Beatles VI als Teil der CD-Box The U.S. Albums erneut veröffentlicht. Es erschien auch separat und enthält wiederum die Mono- als auch die Stereoversion des Albums. Während bei den Boxen The Capitol Albums Vol. 1 und Vol. 2 die originalen Submaster von Capitol Records und nicht die Original Master der Abbey Road Studios verwendet wurden, wurden für die Alben der The U.S. Albums Box im Wesentlichen die im September 2009 veröffentlichten remasterten britischen Mono- und Stereobänder verwendet. Das Album ist seit dem 17. Januar 2014 als Download bei iTunes erhältlich.

## Kommerzieller Erfolg

### Chartplatzierungen

#### Album
| ChartsChartplatzierungen       | Höchstplatzierung | Wochen/ Monate |
| ------------------------------ | ----------------- | -------------- |
| Deutschland (GfK)              | 15 (2 Mt.)        | 2 Mt.          |
| Vereinigte Staaten (Billboard) | 1 (41 Wo.)        | 41 Wo.         |

#### Singles
| Jahr | Titel                       | Höchstplatzierung, Gesamtwochen/‑monate, AuszeichnungChartplatzierungen (Jahr, Titel, , Platzierungen, Wochen/Monate, Auszeichnungen, Anmerkungen, Musiklabel Katalog-Nr.) | Höchstplatzierung, Gesamtwochen/‑monate, AuszeichnungChartplatzierungen (Jahr, Titel, , Platzierungen, Wochen/Monate, Auszeichnungen, Anmerkungen, Musiklabel Katalog-Nr.) | Höchstplatzierung, Gesamtwochen/‑monate, AuszeichnungChartplatzierungen (Jahr, Titel, , Platzierungen, Wochen/Monate, Auszeichnungen, Anmerkungen, Musiklabel Katalog-Nr.) | Anmerkungen                                                                  | Musiklabel Katalog-Nr.                                                                     |
| Jahr | Titel                       | DE | UK | US | Anmerkungen                                                                  | Musiklabel Katalog-Nr.                                                                     |
| ---- | --------------------------- | --- | --- | --- | ---------------------------------------------------------------------------- | ------------------------------------------------------------------------------------------ |
| 1965 | Eight Days a Week           | DE7 x (1½ Mt.)DE | — | US1 Gold · (10 Wo.)US | Erstveröffentlichung: 15. Februar 1965 Verkäufe: + 1.200.000                 | • DE+CH: Odeon O 22 950 • AT: Parlophon O 28 523 • UK: Parlophone R5265 • US: Capitol 5407 |
| 1965 | Kansas City/Hey Hey Hey Hey | DE18 (½ Mt.)DE | UK— n.v. SilberUK | — | Erstveröffentlichung: 8. Juni 1965 Original: Wilbert Harrison/Little Richard | • DE: Odeon O 22 999 • US: Capitol Starline 6066                                           |

### Auszeichnungen für Musikverkäufe
| Land/Region               | Auszeichnungen für Musikverkäufe (Land/Region, Auszeichnung, Verkäufe) | Verkäufe  |
| ------------------------- | ---------------------------------------------------------------------- | --------- |
| Kanada (MC)               | Gold                                                                   | 50.000    |
| Vereinigte Staaten (RIAA) | Platin                                                                 | 1.000.000 |
| Insgesamt                 | 1× Gold · 1× Platin ·                                                  | 1.050.000 |

Hauptartikel: The Beatles/Auszeichnungen für Musikverkäufe